# Popudinské Močidľany
Popudinské Močidľany (allemand : Poppodin ) est un village de Slovaquie situé dans la région de Trnava.

## Histoire
Première mention écrite du village en 1392.

## Démographie

### Évolution de la population
| Année:               | 1994. | 2004.   | 2014.   | 2024.   |
| -------------------- | ----- | ------- | ------- | ------- |
| Nombre de personnes: | 829   | 908     | 921     | 990     |
| Différence:          |       | +9,52 % | +1,43 % | +7,49 % |

| Année:               | 2023. | 2024.   |
| -------------------- | ----- | ------- |
| Nombre de personnes: | 979   | 990     |
| Différence:          |       | +1,12 % |